# هکتور هوسخم
هکتور هوسخم (انگلیسی: Hector Heusghem; ۱۵ فوریهٔ ۱۸۹۰ – ۲۹ مارس ۱۹۸۲) دوچرخه‌سوار اهل بلژیک بود.